# 오세로
오세로(オセロ)는 1993년 4월 29일 결성된 일본의 여성 코미디언 듀오이다.

## 멤버
- 나카지마 토모코(中島 知子, 1971년 8월 26일 -)

교토부 교토시 출신, ‘오셀로의 흑’이라 불린다.
- 마쓰시마 나호미(松嶋 尚美, 1971년 12월 2일 -)

오사카부 히가시오사카시 출신, ‘오셀로의 백’이라 불린다. 2006년에서 2007년까지 활동했던 록 밴드 KILLERS의 보컬을 맡았다.

## 출연 프로그램
마이니치 방송에서 토요일의 아침에 프로그램이 있다.

## 같이 보기
- 오와라이
- 만자이